# Murakami Genji
Murakami Genji è il nome con il quale è conosciuto un ramo della famiglia imperiale giapponese, fiorito durante il periodo Heian.
Il nome del clan nacque come un kabane, titolo onorifico concesso da alcuni imperatori ad alcuni discendenti della famiglia imperiale che non avevano diritto alla successione. Le varie linee prendono il nome dall'imperatore da cui il kabane venne concesso, e si dividono perciò in Saga Genji, Seiwa Genji, Murakami Genji, Uda Genji, Daigo Genji, e così via.
Nel caso del ramo Murakami Genji esso deriva da Takaaki (sec. X), figlio dell'imperatore Murakami (926-967, r. 946-967).